# Gustaf af Wetterstedt
Gustaf Wetterstedt (29 dicembre 1776 – 15 maggio 1837) è stato un politico svedese.

## Biografia
Membro dell'Accademia svedese dal 1811, nel 1821 divenne affiliato estero dell'American Philosophical Society. Negoziò come rappresentante del Regno di Svezia nel 1812 il Trattato di Örebro e nel 1814 il Trattato di Kiel. 
Nel 1824 venne nominato successore di Lars von Engeström come Primo Ministro degli affari esteri e mantenne la carica fino al giorno della sua morte.